# Paredes do Bairro
Pour les articles homonymes, voir Amoreira.
Paredes do Bairro est une ancienne paroisse civile portugaise (en portugais : freguesia) de la municipalité d'Anadia dans le district d'Aveiro.
La loi no 11-A/2013 du 28 janvier 2013, portant réorganisation administrative du territoire des freguesias, fusionne Paredes do Bairro avec les paroisses voisines d'Amoreira da Gândara et Ancas pour former l’União das freguesias de Amoreira da Gândara, Paredes do Bairro e Ancas (dont le siège est à Paredes do Bairro).